# Figanières
Figanières est une commune française située dans le département du Var en région française Provence-Alpes-Côte d'Azur.

## Géographie

### Localisation
Figanière se trouve à 7 km de Châteaudouble et Montferrat et de 8 km de Draguignan.
Commune membre de la Dracénie Provence Verdon agglomération (ex-communauté d'agglomération Dracénoise).

### Géologie et relief
- Village perché et paysage de collines boisées[1], à une altitude de 314 m et à 35 minutes de la mer (Saint-Aygulf, Les Issambres).

### Hydrographie et eaux souterraines
C'est l'une des communes les plus touchées avec de nombreux dégâts causés par les pluies diluviennes du mardi 15 juin 2010.
Un plan de prévention du risque inondation (« PPRI ») a été approuvé par le préfet du Var pour la commune de Figanières.
Cours d'eau sur la commune ou à son aval, :
- vallon de la font de maurel,
- vallon de la tunis,
- ruisseau de la tuilière[5],
- vallon des gattières,
- vallon des corneirèdes,
- riou sec,
- vallon de la catalane.

### Climat
Pour des articles plus généraux, voir Climat de Provence-Alpes-Côte d'Azur et Climat du Var.
En 2010, le climat de la commune est de type climat méditerranéen franc, selon une étude du Centre national de la recherche scientifique s'appuyant sur une série de données couvrant la période 1971-2000. En 2020, Météo-France publie une typologie des climats de la France métropolitaine dans laquelle la commune est exposée à un climat méditerranéen et est dans la région climatique  Var, Alpes-Maritimes, caractérisée par une pluviométrie abondante en automne et en hiver (250 à 300 mm en automne), un très bon ensoleillement en été (fraction d’insolation > 75 %), un hiver doux (8 °C) et peu de brouillards. 
Pour la période 1971-2000, la température annuelle moyenne est de 13,7 °C, avec une amplitude thermique annuelle de 16,5 °C. Le cumul annuel moyen de précipitations est de 976 mm, avec 6,4 jours de précipitations en janvier et 2,6 jours en juillet. Pour la période 1991-2020, la température moyenne annuelle observée sur la station météorologique de Météo-France la plus proche, « Draguignan_sapc », sur la commune de Draguignan à 4 km à vol d'oiseau, est de 15,4 °C et le cumul annuel moyen de précipitations est de 865,0 mm. 
La température maximale relevée sur cette station est de 40,8 °C, atteinte le 27 juin 2019 ; la température minimale est de −8,8 °C, atteinte le 30 décembre 2005,,. 
| Mois                                  | jan.          | fév.          | mars          | avril         | mai          | juin          | jui.          | août          | sep.          | oct.            | nov.            | déc.          | année     |
| ------------------------------------- | ------------- | ------------- | ------------- | ------------- | ------------ | ------------- | ------------- | ------------- | ------------- | --------------- | --------------- | ------------- | --------- |
| Température minimale moyenne (°C)     | 2             | 2,2           | 4,8           | 7,6           | 11,4         | 15,2          | 17,5          | 17,4          | 13,9          | 10,6            | 6               | 2,8           | 9,3       |
| Température moyenne (°C)              | 7,3           | 8,1           | 11            | 13,8          | 17,8         | 22,1          | 24,7          | 24,6          | 20,5          | 16,3            | 11,1            | 7,9           | 15,4      |
| Température maximale moyenne (°C)     | 12,6          | 14            | 17,2          | 20            | 24,2         | 28,9          | 31,8          | 31,8          | 27,1          | 21,9            | 16,2            | 12,9          | 21,6      |
| Record de froid (°C) date du record   | −7,8 26.01.05 | −8 07.02.12   | −6,8 02.03.05 | −1,1 03.04.22 | 4,2 07.05.10 | 5,8 01.06.06  | 10,1 16.07.00 | 10,1 23.08.07 | 4,1 27.09.20  | −3,1 30.10.1997 | −6,2 23.11.1998 | −8,8 30.12.05 | −8,8 2005 |
| Record de chaleur (°C) date du record | 22,7 10.01.15 | 25,2 03.02.20 | 27,1 22.03.02 | 29,5 07.04.11 | 35 21.05.22  | 40,8 27.06.19 | 40 19.07.23   | 40 24.08.23   | 34,9 01.09.19 | 33,7 09.10.23   | 25,3 14.11.23   | 22,6 06.12.01 | 40,8 2019 |
| Précipitations (mm)                   | 69,1          | 52,1          | 55,4          | 78,4          | 65,9         | 61,3          | 19,8          | 35            | 69,5          | 111,3           | 157,2           | 90            | 865       |

| Diagramme climatique                                  |           |             |           |              |              |              |            |              |               |            |           |
| J                                                     | F         | M           | A         | M            | J            | J            | A          | S            | O             | N          | D         |
| 12,6269,1                                             | 142,252,1 | 17,24,855,4 | 207,678,4 | 24,211,465,9 | 28,915,261,3 | 31,817,519,8 | 31,817,435 | 27,113,969,5 | 21,910,6111,3 | 16,26157,2 | 12,92,890 |
| Moyennes : • Temp. maxi et mini °C • Précipitation mm |           |             |           |              |              |              |            |              |               |            |           |

Les paramètres climatiques de la commune ont été estimés pour le milieu du siècle (2041-2070) selon différents scénarios d'émission de gaz à effet de serre à partir des nouvelles projections climatiques de référence DRIAS-2020. Ils sont consultables sur un site dédié publié par Météo-France en novembre 2022.

### Voies de communications et transports

#### Voies routières
La commune est desservie par les routes départementales 54 et 562.

#### Transports en commun
- Transport en Provence-Alpes-Côte d'Azur

Des axes routiers la relient à l'autoroute vers les aéroports et gares SNCF A8 (Nice, Toulon-Hyères et Marseille) et à la gare des Arcs - Draguignan.

### Sismicité
Il existe 3 zones de sismicités dans le Var : 
- Zone 0 : Risque négligeable. C'est le cas de bon nombre de communes du littoral varois, ainsi que d'une partie des communes du centre Var. Malgré tout, ces communes ne sont pas à l'abri d'un effet tsunami, lié à un séisme en mer.
- Zone Ia : Risque très faible. Concerne essentiellement les communes comprises dans une bande allant de la Montagne Sainte-Victoire, au Massif de l'Esterel.
- Zone Ib : Risque faible. Ce risque le plus élevé du département (qui n'est pas le plus haut de l'évaluation nationale), concerne 21 communes du nord du département.

La commune de Figanières est en zone sismique de très faible risque "Ia".

## Urbanisme

### Typologie
Au 1er janvier 2024, Figanières est catégorisée commune rurale à habitat dispersé, selon la nouvelle grille communale de densité à sept niveaux définie par l'Insee en 2022.
Elle appartient à l'unité urbaine de Figanières, une unité urbaine monocommunale constituant une ville isolée,. Par ailleurs la commune fait partie de l'aire d'attraction de Draguignan, dont elle est une commune de la couronne,. Cette aire, qui regroupe 11 communes, est catégorisée dans les aires de 50 000 à moins de 200 000 habitants,.

### Occupation des sols
L'occupation des sols de la commune, telle qu'elle ressort de la base de données européenne d’occupation biophysique des sols Corine Land Cover (CLC), est marquée par l'importance des forêts et milieux semi-naturels (72 % en 2018), en diminution par rapport à 1990 (74,7 %). La répartition détaillée en 2018 est la suivante : 
forêts (68,8 %), cultures permanentes (10,3 %), zones agricoles hétérogènes (9,5 %), zones urbanisées (7,1 %), milieux à végétation arbustive et/ou herbacée (3,3 %), zones industrielles ou commerciales et réseaux de communication (1,1 %). L'évolution de l’occupation des sols de la commune et de ses infrastructures peut être observée sur les différentes représentations cartographiques du territoire : la carte de Cassini (XVIIIe siècle), la carte d'état-major (1820-1866) et les cartes ou photos aériennes de l'IGN pour la période actuelle (1950 à aujourd'hui).

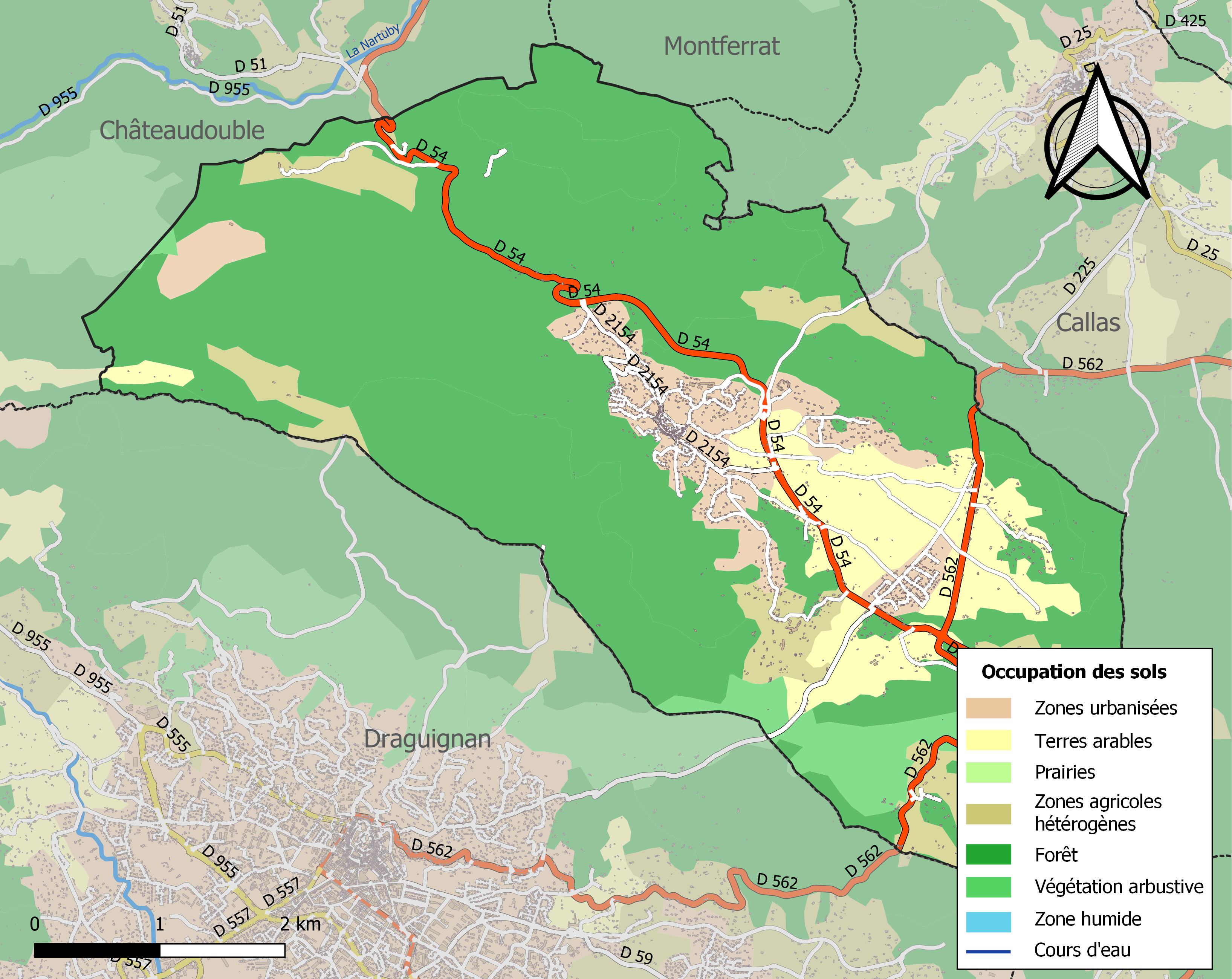
Carte des infrastructures et de l'occupation des sols de la commune en 2018 (CLC).

## Toponymie
Le nom de la commune en provençal est Figaniero, qui a donné son nom à une variété d'olivier, le plant de Figaniero.

## Histoire

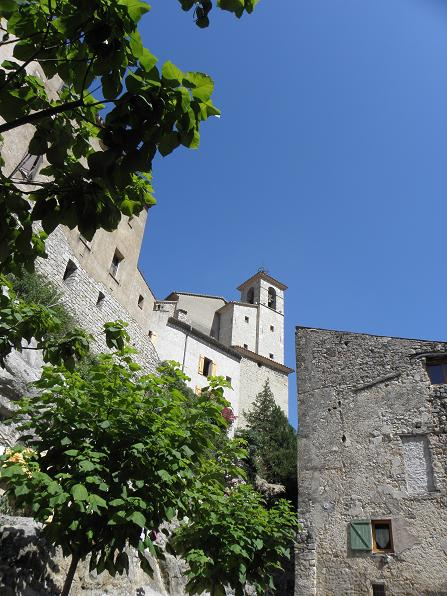
Figanières (village perché et église).

Guillaume de Puget, viguier d'Avignon (1347-1348), vice-sénéchal de Provence (1353), chevalier, fut coseigneur de Puget-Théniers, coseigneur de Figanières, de Bargemon, Flayosc, etc. Il fut conseiller et chambellan de la reine Jeanne qu'il suivit de Provence à Naples. Il eut au moins deux fils, Guillaume et Honorat, coseigneurs de Figanières.
Le 27 novembre 1370, Manuel de Pugeto (?-av.1384), seigneur de Figanières a pour juge, Antoine Laurentii, ancien juge de Puget-Thénier, puis de Grasse. Manuel de Puget (?-av.1384), viguier-capitaine de Nice (1374) puis viguier d'Arles (1374-1384), fut chevalier, coseigneur de Puget-Théniers et Figanières, seigneur de Bargemon ; il fut conseiller de la reine en 1350.
Il fut assassiné avant le 1er août 1384 alors qu'il était viguier d'Arles, par Bertrand Sanneri d'Arles.

## Politique et administration
La commune fait partie de l'Aire urbaine de Draguignan.

### Liste des maires
| Période                                  | Période                   | Identité                           | Étiquette | Qualité |
| ---------------------------------------- | ------------------------- | ---------------------------------- | --------- | --- |
| 1790                                     | 1791                      | Joseph Gros                        |           | |
| 1791                                     | 1793                      | Jean Cavalier                      |           | |
| 1793                                     | 1800                      | André Engelfred                    |           | |
| 1800                                     | 1808                      | Honoré Blancard                    |           | |
| 1808                                     | 1816                      | Jacques-Hermentaire Blanc-Sallette |           | Avocat |
| 1816                                     | 1818                      | Jean-Joseph Michel                 |           | |
| 1818                                     | 1823                      | Auguste-César Roubiès              |           | |
| 1823                                     | 1831                      | Joseph-Modeste Bernard             |           | Chirurgien |
| 1831                                     | 1838                      | Jean-Joseph-Timothée Giboin        |           | Propriétaire |
| 1838                                     | 1842                      | Jacques-Hermentaire Michel         |           | Menuisier |
| 1842                                     | 1847                      | Jean-Baptiste Icard                |           | Propriétaire |
| 1847                                     | 1855                      | Louis-Auxile Giboin                |           | Médecin |
| 1855                                     | 1863                      | Jacques-Hermentaire Michel         |           | Menuisier |
| 1863                                     | 1871                      | Louis-Auxile Giboin                |           | Médecin |
| 1871                                     | 1884                      | François Salomon                   |           | Propriétaire |
| 1884                                     | 1888                      | Lucien Cavalier                    |           | Propriétaire |
| 1888                                     |                           | François Jourdan                   |           | Entrepreneur de travaux publics |
| Les données manquantes sont à compléter. |                           |                                    |           | |
| ?                                        | mars 1977                 | Antoine Giboin                     |           | Cultivateur |
| mars 1977                                | juillet 1983 (décès)      | Jean Chiarini                      | PS        | Instituteur |
| juillet 1983 [réf. nécessaire]           | mars 2005                 | Pierre-Yves Collombat              | PS        | Professeur agrégé de philosophie Sénateur du Var (2004 → 2020) Conseiller général du canton de Callas (1992 → 2015) Vice-président de la CA dracénoise [Quand ?] Réélu en 1989, 1995 et 2001 |
| mars 2005                                | En cours (au 18 mai 2020) | Bernard Chilini                    | DVG       | Expert automobile au ministère de la Défense 5e vice-président de la CA dracénoise Réélu en 2008, 2014 et 2020                                                                               |

### Jumelages
- Jumelage de Figanières avec le corps du 2e brigade logistique de Souge - 5e bataillon du matériel (BMAT) de Draguignan[31],[32].

### Politique environnementale
- Le Jardin des Senteurs réalisé sur le site des ruines du Château des Comtes de Vintimille, Seigneurs de Figanières[33].
- Le jardin du chemin de ronde[34].
- Projet de défrichement préalable à la réalisation d'un parc solaire dans la forêt de Lagarde[35].
- Carrière de granulats, gisement de la Catalane[36].

### Intercommunalité et urbanisme
Figanières fait partie de la communauté de Dracénie Provence Verdon agglomération (ex-Communauté d'Agglomération Dracénoise) qui regroupe vingt-trois communes du département du Var, dont Draguignan de 110 014 habitants en 2017, créée le 31 octobre 2000. Les 23 communes composant la communauté d'agglomération en 2017 sont (par ordre alphabétique) :
- Communes fondatrices
  - Draguignan ; Châteaudouble ; Figanières ; La Motte ; Les Arcs ; Lorgues ; Taradeau ; Trans-en-Provence
- Communes ayant adhéré ultérieurement
  - Ampus ; Bargemon ; Bargème ; Callas ; Claviers ; Comps-sur-Artuby ;  Flayosc ; La Bastide ; La Roque-Esclapon ; Le Muy ; Montferrat ; Saint-Antonin-du-Var ; Salernes ; Sillans-la-Cascade ; Vidauban

Le schéma de cohérence territoriale (SCOT) arrêté par le préfet le 11 juillet 2002 épouse le périmètre de la communauté d’agglomération dracénoise qui en a donc la charge. La commune d'Ampus dépend donc du schéma de cohérence territoriale (SCOT) de la Dracénie.
La commune dispose d'un plan local d'urbanisme approuvé le 11 octobre 2017.

### Budget et fiscalité 2020
En 2020, le budget de la commune était constitué ainsi :
- total des produits de fonctionnement : 2 004 000 €, soit 754 € par habitant ;
- total des charges de fonctionnement : 1 758 000 €, soit 661 € par habitant ;
- total des ressources d’investissement : 608 000 €, soit 229 € par habitant ;
- total des emplois d’investissement : 865 000 €, soit 325 € par habitant.
- endettement : 835 000 €, soit 314 € par habitant.

Avec les taux de fiscalité suivants :
- taxe d’habitation : 10,55 % ;
- taxe foncière sur les propriétés bâties : 10,55 % ;
- taxe foncière sur les propriétés non bâties : 57,97 % ;
- taxe additionnelle à la taxe foncière sur les propriétés non bâties : 0,00 % ;
- cotisation foncière des entreprises : 0,00 %.

Chiffres clés Revenus et pauvreté des ménages en 2018 : Médiane en 2018 du revenu disponible, par unité de consommation : 22 380 €.

## Population et société

### Démographie
L'évolution du nombre d'habitants est connue à travers les recensements de la population effectués dans la commune depuis 1793. Pour les communes de moins de 10 000 habitants, une enquête de recensement portant sur toute la population est réalisée tous les cinq ans, les populations de référence des années intermédiaires étant quant à elles estimées par interpolation ou extrapolation. Pour la commune, le premier recensement exhaustif entrant dans le cadre du nouveau dispositif a été réalisé en 2008.

En 2022, la commune comptait 2 683 habitants, en évolution de +3,11 % par rapport à 2016 (Var : +4,98 %, France hors Mayotte : +2,11 %).
| 1793  | 1800  | 1806  | 1821  | 1831  | 1836  | 1841  | 1846  | 1851  |
| ----- | ----- | ----- | ----- | ----- | ----- | ----- | ----- | ----- |
| 1 270 | 1 318 | 1 310 | 1 376 | 1 399 | 1 328 | 1 309 | 1 252 | 1 212 |

| 1856  | 1861  | 1866  | 1872  | 1876 | 1881 | 1886 | 1891 | 1896 |
| ----- | ----- | ----- | ----- | ---- | ---- | ---- | ---- | ---- |
| 1 134 | 1 151 | 1 085 | 1 071 | 986  | 997  | 975  | 845  | 823  |

| 1901 | 1906 | 1911 | 1921 | 1926 | 1931 | 1936 | 1946 | 1954 |
| ---- | ---- | ---- | ---- | ---- | ---- | ---- | ---- | ---- |
| 791  | 756  | 654  | 551  | 534  | 506  | 455  | 404  | 422  |

| 1962 | 1968 | 1975 | 1982  | 1990  | 1999  | 2006  | 2008  | 2013  |
| ---- | ---- | ---- | ----- | ----- | ----- | ----- | ----- | ----- |
| 481  | 571  | 758  | 1 176 | 1 634 | 2 230 | 2 461 | 2 523 | 2 594 |

| 2018  | 2022  | - | - | - | - | - | - | - |
| ----- | ----- | - | - | - | - | - | - | - |
| 2 608 | 2 683 | - | - | - | - | - | - | - |

### Enseignement
Figanières dépend de l'Académie de Nice. Les élèves disposent sur la commune d'une école maternelle, d'une école primaire et d'un collège.

### Santé
- Professionnels de la santé[50] : médecin, chirurgiens dentistes, masseurs kinésithérapeutes, pharmacie...
- Clinique les Espérels[51].
- L'hôpital le plus proche est le Centre hospitalier de la Dracénie et se trouve à Draguignan, à 8 km[52],[53]. Il dispose d'équipes médicales dans la plupart des disciplines[54] : pôles médico-technique ; santé mentale ; cancérologie ; gériatrie ; femme-mère-enfant ; médecine-urgences ; interventionnel.
- Maison de retraite « Établissement d'hébergement pour personnes âgées dépendantes » (EHPAD)[55].

### Culte
La paroisse catholique Saint-Michel dépend du Diocèse de Fréjus-Toulon, doyenné de Draguignan. Le temple protestant le plus proche se situe à Draguignan.

## Économie

### Agriculture
- Vins Appellation d'origine contrôlée (AOC) Côtes-de-provence sur la commune.

### Commerces et services
- Commerces et services de proximité[58], Artisanat, Station service...

### Tourisme

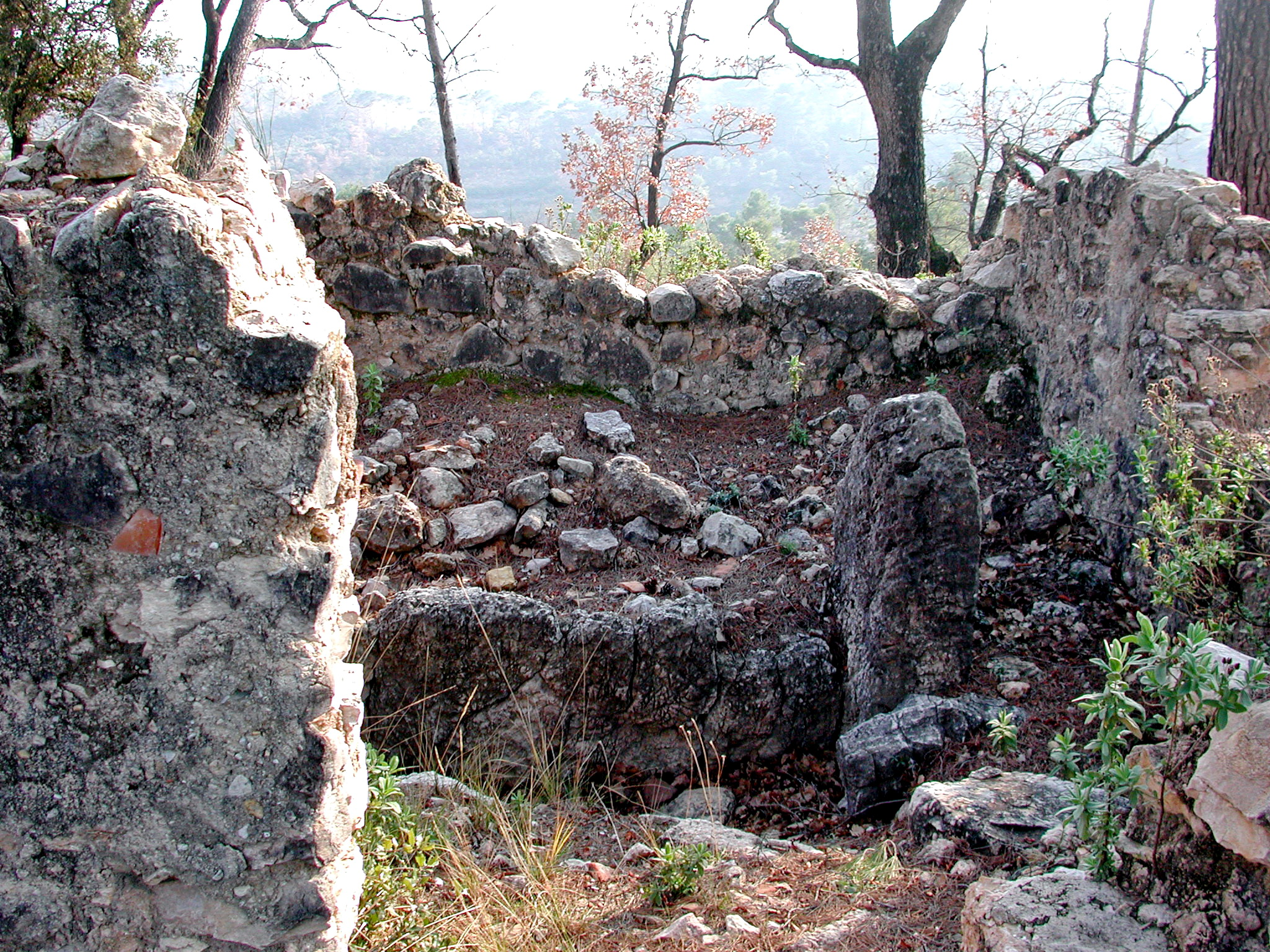
Dolmen de St-Val.

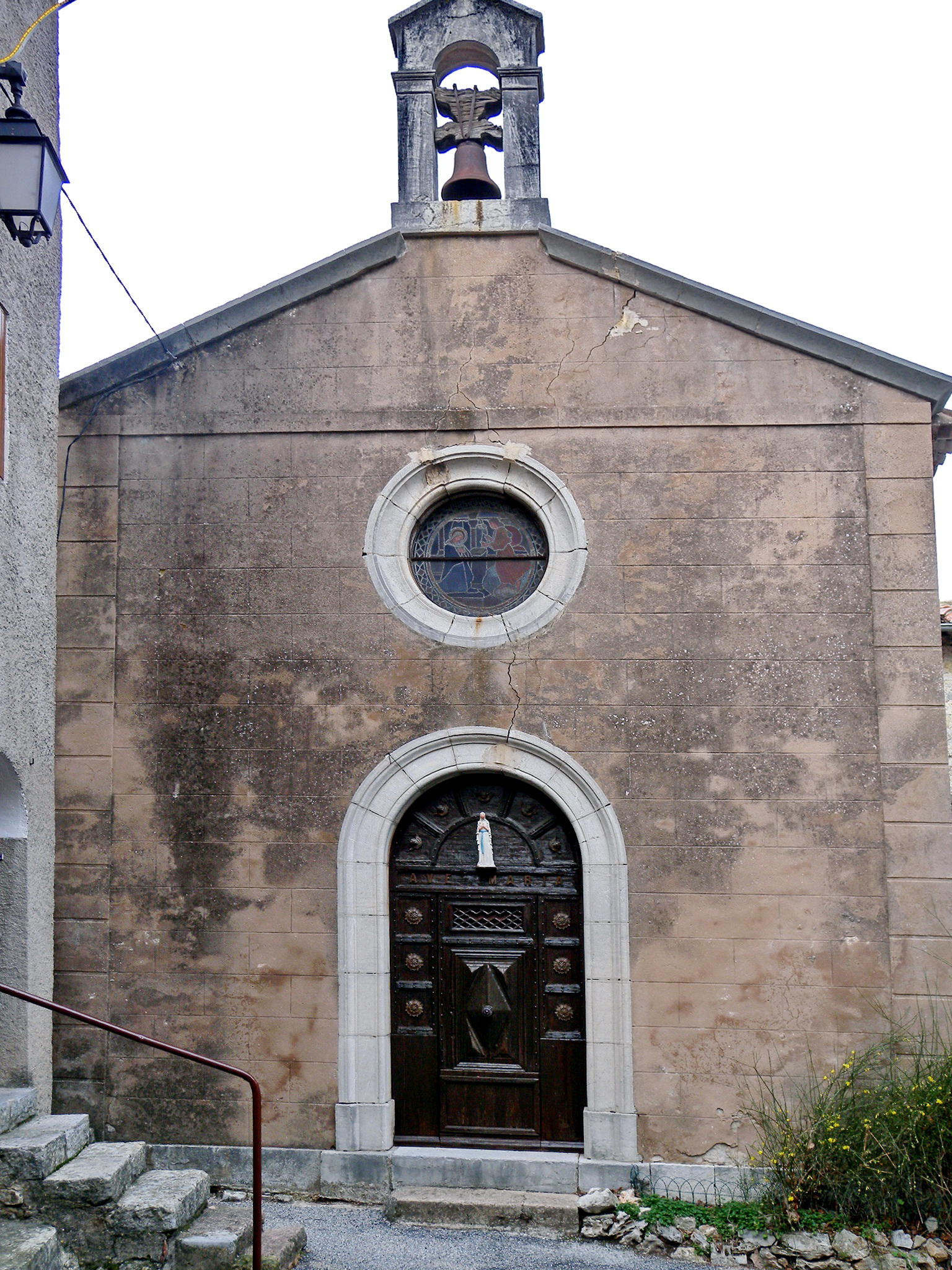
Chapelle des Pénitents blancs.

- village de vacances[59],
- meublés[60],
- et chambres d'hôtes[61].

## Culture locale et patrimoine

### Lieux et monuments
- Dolmens de la Cabre d'Or de San Vas[62].
- Menhir de St Vas[63].
- L'église Saint-Michel, datant de 1833, sur les bases d'une ancienne église du XVe siècle[64], son campanile[65],

et sa cloche de 1697.
- La chapelle Notre-Dame-de-l'Olivier (XIIe siècle, propriété de la commune)[67],[68],[69]. Inscrite sur l'Inventaire supplémentaire des monuments historiques par arrêté du 20 septembre 1946,

le « site » lui-même étant inscrit par un autre arrêté du 26 septembre 1967.
- La chapelle des Pénitents blancs dite aussi de l’Annonciation[71],[72].
- La chapelle Saint Pons[73],[74].
- Le monument aux morts[75].
- Le lavoir de la Fontvieille et les fontaines du village[76].

### Blasonnement
|  | Les armoiries de Figanières se blasonnent ainsi : Coupé : au premier d'argent à l'écureuil de sinople, au second de gueules à la barre d'argent. |

### Personnalités liées à la commune
- Familles Figanières[78]
- Auguste Serraillier est une personnalité de la Commune de Paris.
- Henri Bergerioux (1907-2002), coureur cycliste.